# Benimmbuch

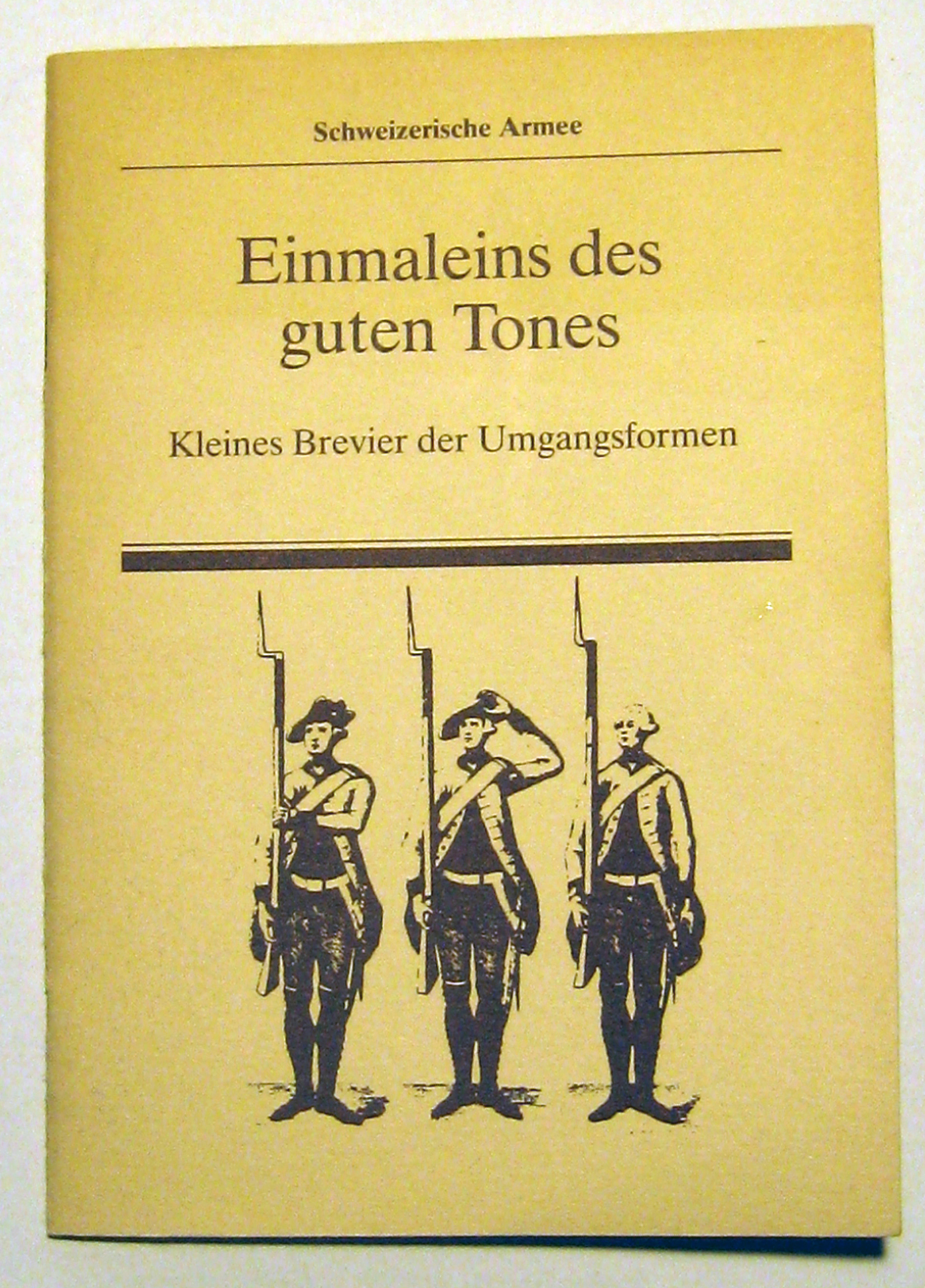
Benimm-Reglement der Schweizer Armee für höheres Kader (1981)

Ein Benimmbuch ist ein Leitfaden für „gutes Benehmen“, wobei „gutes Benehmen“ in unterschiedlichen Kulturkreisen zu unterschiedlichen Zeitepochen auch unterschiedliche Benimmregeln oder Umgangsformen hervorgebracht hat.

## De civilitate von Erasmus von Rotterdam
Eines der ersten Benimmbücher aus dem europäischen Kulturkreis ist De civilitate von Erasmus von Rotterdam (1466–1536), das er im Jahre 1529 dem Sohn des Fürsten Adolf von Burgund gewidmet hat. Es zeigt wie kein anderes Werk des Holländers dessen pädagogische Intention, Bildung zu vermitteln, und gilt als Basiswerk vieler nachfolgender Benimmbücher oder der Anstandsliteratur. Ein Auszug aus dem Buch zeigt, mit welcher Formulierungskunst Erasmus hier ans Werk ging:
Die Gabe, Kinder zu erziehen, ist in sich sehr vielfältig. Vor allem muss man darauf achten, dass das zarte Kindergemüt die Vorschule der Frömmigkeit durchmacht. Die nächste Aufgabe ist die, dass der Zögling die freien Künste mit Lust und Liebe sich aneignet; die dritte, dass er lernt, das Leben zu meistern; die vierte, dass er schon in den kindlichen Anfängen sich daran gewöhnt, umgänglich zu sein.
Der Mensch sollte an Seele und Körper, in seinem Auftreten und seiner Haltung aus einem Guss sein, vor allem sollten alle zurückhaltend sein, besonders aber Menschen, die zu führenden Aufgaben berufen sind. Damit die wohlausgeglichene Seele des jungen Menschen sichtbar wird – sie spiegelt sich am stärksten in seinem Gesicht –, soll er gelassen, ehrfürchtig und gesammelt dreinblicken, nicht grimmig, denn das ist ein Zeichen von Grobheit; nicht dreist, denn daran erkennt man Unklugheit; nicht fahrig und unstet, was auf Unbesonnenheit hinweist; nicht schielend, was Art der Argwöhnischen ist und jener Menschen, die dauernd etwas im Schilde führen; auch nicht mit weit aufgerissenen Augen, was die Beschränkten tun; nicht mit zusammengekniffenen Augen, wie es die Unzuverlässigen tun; nicht glotzend, wie es völlig Verdutzte machen, auch nicht allzu blitzend, was ein Zeichen für Jähzorn ist. Sie sollen auch nicht dauernd Zustimmung dokumentieren, woran man die Aufdringlichen erkennt. Sie sollen vielmehr so blicken, dass sie einen maßvollen und unaufdringlichen zutraulichen Sinn verheißen. Die alten Weisen haben es genau gewusst, dass der Sinn eines Menschen seinen Platz in den Augen habe. […]
Es ist ungehörig, einen anderen mit einem zugekniffenen Auge zu mustern. Die Augenbrauen sollen straff, nicht gekräuselt sein, denn das ist Zeichen eines grimmigen Gemüts. Man soll sie auch nicht hochziehen, was Anmaßung verrät, ebenso wenig herabziehen, was Leute mit einem finsteren Sinn tun. Die Stirn soll ebenfalls heiter und glatt sein, so wie es bei einem mit sich selbst einigen und freien Sinn der Fall ist, nicht zerfurcht wie bei Greisen, nicht unruhig wie bei Streitbaren und nicht kraus wie bei einem Stier. […]
Die Nase darf nicht triefen, denn das zeugt für ein schmuddeliges Wesen. Diesen Fehler hat man dem Sokrates nachgesagt. Sich mit der Mütze oder mit dem Rock zu schnäuzen, ist Bauernart, und mit dem Arm oder dem Ellenbogen machen es die Fischhändler. Mit der Hand ist es kaum vornehmer, wenn man sie hinterher am Rock abwischt. Es ist auch lächerlich, nach Elefantenart durch die Nase zu trompeten, und nur Spötter und Hanswurste kräuseln die Nase. […]
Nur Dummköpfe belachen jedes Wort und jedes Vorkommnis, nur Stumpfsinnige lassen sich niemals ein Lächeln entlocken. Wer über Zoten und Obszönitäten lacht, ist ein Bruder Liederlich. Einen anderen mit ausgestreckter Zunge zu verlachen, ist Clownsart. […]
Faule Menschen lassen Kopf und Schulter hängen, ein steil aufgerichteter Körper verrät Anmaßlichkeit, die richtige Haltung ist zwanglos aufrecht. Wer sich aus Trägheit daran gewöhnt, die Schultern hängen zu lassen, bekommt einen Buckel. […]
Die Schamteile soll ein gebildeter Mensch nur entblößen, wenn es notwendig ist. Ist das der Fall, soll man es, auch wenn niemand zugegen ist, mit der gebührenden Sachlichkeit tun, die Engel sind nämlich immer zugegen. […]
Wir haben zusammenfassend über den Körper gesprochen. Jetzt soll einiges über die Kleidung folgen; ist doch die Kleidung gewissermaßen der Körper des Körpers, und man kann auch von ihr auf die Gesinnung schließen.
Im weiteren Verlauf führt Erasmus weitschweifig aus, was die Jugend sonst noch alles zu beachten hätte, beispielsweise solle man keinesfalls so kurze Röcke tragen, dass beim Bücken die Sexualpartien entblößt werden, denn das sei unziemlich, wogegen geschlitzte Kleider nur Verrückte und buntgedruckte Kostüme nur Narren und Affen tragen würden.

## Curieuser Affecten-Spiegel von Johann Gottfried Gregorii
Johann Gottfried Gregorii alias Melissantes publizierte 1715 ein umfassendes Benimmbuch unter Beachtung gesellschaftlicher Konventionen seiner Zeit mit Exkursen in Themen wie Vernunft, Tugendhaftigkeit, Partnerwahl, Regeln einer guten Ehe, Liebe, Triebhaftigkeit oder auch Enthaltsamkeit und Diäten. Erziehungsratschläge sind darin mit pädagogischen Grundsätzen, Lerntheorien und Kommunikations- und Anstandsregeln verknüpft. Einer Frühform psychologischer Diagnostik, Anleitungen zur Selbstexploration, folgen Ideen zur Optimierung der Berufswahl und nach seiner Sicht wünschenswerte Verhaltensregeln beziehungsweise berufsethische Leitlinien für Pädagogen, Theologen, Juristen, Mediziner und Philosophen.
Gregorii favorisierte in seinem Ratgeber ehrliche Selbsterkenntnis als das vortrefflichste Oraculum in Sachen bewusster und passender Lebensgestaltung. Im zweiten Kapitel Von der Wissenschaft sich selbst und anderer Gemüther erkennen zu lernen definierte und beschrieb Gregorii auf seine besondere Art die vier Temperamente nach der Temperamentenlehre des Galenos. Er benannte ausdifferenzierte und markante Eigenschaften der Menschen und leitete daraus mögliche Auswirkungen auf künftige Lebensverläufe in mehreren Facetten ab. Sein berufswahltheoretischer Ansatz, bei dem nach Selbstreflexion Eignung, Neigung, Leistungsfähigkeit und Temperament zur selbstbestimmten Optimierung der Berufswahl berücksichtigt werden sollten, war seiner Zeit Jahrhunderte voraus. Die selbstreflexorische Deutung des Erkenne dich selbst in Anlehnung an das Orakel von Delphi diente Gregorii als philosophische Basis für seine Idee.
Zur Partnerwahl schrieb Melissantes:
„Ein jeder Mensch muß wissen und überlegen, was sich vor ihn schicket, und mit seinem Naturell, Conduite und Affecten übereinstimmen kan[n]. Wo dieses nicht zutrifft, da ist gar selten Einigkeit, Gemüths-Vergnügung, Bescheidenheit, Liebe und Freundlichkeit; Vielmehr finden sich bey Eheleuten die ungleich am humeur sind, Haß, Neid, Feindschafft, Zank, Klagen, weinen, Ach und Wehe.“
Zum Kommunikationsverhalten schrieb er:
„Wenn du redest, so liebe die Warheit, und bringe die Sache mit Bedacht vor. Will dir jemand antworten, so falle ihm nicht ins Wort, damit man nicht der Meynung werden muß, du seyst in deiner Einbildung superklug, und hörest dich lieber als andere reden. Es ist besser, daß man sich in Gesellschafften des Hörens, als des Redens befleissige. Denn bey überflüßigen Reden, pfleget grosse Unbesonnenheit in der Übereilung mit unter zu lauffen, worüber sich die Feinde kützeln, und die Freunde betrüben. Ein schlauer Zuhörer weiß sich alles, was in denen Gesprächen vorkommt, zu Nutze zu machen: Denn das gute wendet er zu seinem Vortheil an, und das unartige lernet er vermeiden. Rede bringet Ehre, und bringet auch Schande. Den Menschen fället seine eigene Zunge.“
Beachtlich waren Gregoriis Verhaltensempfehlungen an Regierungsoberhäupter im Stil eines auf moraltheologischer Grundlage erstellten Fürstenspiegels im Kapitel Von der Christlichen Klugheit der Könige, Fürsten und Regenten. Diese von Gregoriis Idealismus geprägten Humanistenträume erlangten zwar nie den Rang der politisch realistischen Betrachtungen der Regierungskunst eines Fürsten von Niccolò Machiavelli oder deren prominenter Widerlegung durch Friedrich II. von Preußen in seinem anonym von Voltaire veröffentlichten Anti-Machiavel (1740), jedoch zeugen sie von Mut und intellektuell begründeten Aufklärungswillen.

## „Über den Umgang mit Menschen“ von Adolph Freiherr Knigge
Über den Umgang mit Menschen ist das bekannteste Werk des deutschen Schriftstellers Adolph Freiherr Knigge (1752–1796) und erschien im Jahre 1788. Allerdings handelte es sich zunächst nicht im eigentlichen Sinne um ein Benimmbuch. Jedoch enthielt das Buch Knigges auch einige Anweisungen zum Betragen und Verhalten in gewissen Situationen. Auch sein Vorwort zielt auf das Verhalten in gewissen Situationen bzw. Gesellschaften ab.
Erst die nach Knigges Tod erschienenen Auflagen wurden entsprechend ergänzt und umgeschrieben. Das Werk reflektiert die sozialen Zustände der damaligen Zeit. Es ist in drei Teile aufgeteilt:
1. Über den Umgang mit Menschen;
2. Über den Umgang mit sich selbst;
3. Über den Umgang mit Leuten von verschiedenen Gemütsarten, Temperamenten und Stimmungen des Geistes und Herzens.
Der Begriff „Knigge“ wird heute allgemein für die unterschiedlichsten Formen von Benimmbüchern (bei Tisch, als Geschäftsmann, welche Kleider usw.) benutzt.

## Erica Pappritz und Gertrud Oheim: Benimmbücher der Adenauerzeit.
Eine bekannte Autorin war Erica Pappritz (1893–1972), die als Diplomatin unter Bundeskanzler Konrad Adenauer im Bonner Auswärtigen Amt das offizielle Protokoll gestaltete und fixierte. Sie wurde die offizielle Protokoll-Dame der Bundesrepublik und schrieb das Buch der Etikette, das ein Bestseller wurde. Ähnliche Reichweite hatte Gertrud Oheims Werk 1x1 des guten Tons. In ihrer zuweilen auch für die Fünfzigerjahre schon spießigen Attitüde sind beide Werke beredtes Zeugnis vom Bedürfnis des (west-)deutschen Bürgertums nach gepflegter Normalität nach den Jahren von Terrorherrschaft und Krieg unter dem Nationalsozialismus.